# 浜口東
浜口東（はまぐちひがし）は、大阪府大阪市住之江区にある町名。現行行政地名は浜口東一丁目から浜口東三丁目。

## 地理
住之江区の東部に位置し、南に西住之江、北に粉浜、西に浜口西、東の南側に安立、北側に住吉区長峡町と接している。

### 河川
- 十三間堀川

## 歴史

### 沿革
- 1934年（昭和9年）、大阪市住吉区浜口町の一部より、浜口東1 - 3丁目成立。
- 1974年（昭和49年）、住之江区の分区と同時に住居表示が実施され、大阪市住吉区浜口東1 - 3丁目・浜口町・住吉町・浜口中1 - 3丁目の各一部より、住之江区浜口東1 - 3丁目成立[5]。

## 世帯数と人口
2024年（令和6年）9月30日現在（大阪市発表）の世帯数と人口は以下の通りである。
| 丁目         | 世帯数    | 人口    |
| ------------ | --------- | ------- |
| 浜口東一丁目 | 21世帯    | 38人    |
| 浜口東二丁目 | 763世帯   | 1,357人 |
| 浜口東三丁目 | 615世帯   | 1,134人 |
| 計           | 1,399世帯 | 2,529人 |

### 人口の変遷
国勢調査による人口の推移。
| 1995年（平成7年）  | 2,610人 | [ 6 ]  |  |
| 2000年（平成12年） | 2,750人 | [ 7 ]  |  |
| 2005年（平成17年） | 2,682人 | [ 8 ]  |  |
| 2010年（平成22年） | 2,708人 | [ 9 ]  |  |
| 2015年（平成27年） | 2,760人 | [ 10 ] |  |
| 2020年（令和2年）  | 2,602人 | [ 11 ] |  |

### 世帯数の変遷
国勢調査による世帯数の推移。
| 1995年（平成7年）  | 1,097世帯 | [ 6 ]  |  |
| 2000年（平成12年） | 1,141世帯 | [ 7 ]  |  |
| 2005年（平成17年） | 1,172世帯 | [ 8 ]  |  |
| 2010年（平成22年） | 1,168世帯 | [ 9 ]  |  |
| 2015年（平成27年） | 1,274世帯 | [ 10 ] |  |
| 2020年（令和2年）  | 1,224世帯 | [ 11 ] |  |

## 学区
市立小・中学校に通う場合、学区は以下の通りとなる。なお、小学校・中学校入学時に学校選択制度を導入しており、通学区域以外に住之江区にある小学校（自宅から概ね2km以内、学校の中心から距離で1.5km以内）・中学校から選択することも可能。
| 丁目         | 番   | 小学校             | 中学校                 |
| ------------ | ---- | ------------------ | ---------------------- |
| 浜口東一丁目 | 全域 | 大阪市立粉浜小学校 | 大阪市立住吉第一中学校 |
| 浜口東二丁目 | 全域 | 大阪市立安立小学校 | 大阪市立住之江中学校   |
| 浜口東三丁目 | 全域 | 大阪市立安立小学校 | 大阪市立住之江中学校   |

## 事業所
2021年（令和3年）現在の経済センサス調査による事業所数と従業員数は以下の通りである。
| 丁目                 | 事業所数 | 従業員数 |
| -------------------- | -------- | -------- |
| 浜口東一丁目・ニ丁目 | 42事業所 | 273人    |
| 浜口東三丁目         | 28事業所 | 293人    |
| 計                   | 70事業所 | 566人    |

## 交通

### バス
2020年4月現在
- 大阪シティバス[15]
  - 3・25号系統：浜口西三丁目 - 浜口 - 住吉公園
  - 4号系統：浜口
  - 15号系統：浜口 - 住吉公園

### 道路
- 国道26号
- 国道479号

## 施設
- 住吉公園
  - 住吉公園体育館
- 十三間川親水公園（十三間堀川）
- 住之江浜口郵便局[16]
- 住之江警察署住吉公園前交番

## その他

### 日本郵便
- 〒559-0002[3]（集配局：住之江郵便局[17]）